# ケートー
ケートー（古希: Κητώ, Kētō, 英語: Ceto）は、ギリシア神話の女神である。その名は「海の怪物」という意味である。ケートーは海の危険性や恐怖、海の未知の生物を神格化した女神である。長母音を省略してケトとも表記される。
大地母神ガイアと海神ポントスの子で、ネーレウス、タウマース、ポルキュース、エウリュビアーと兄弟。兄であるポルキュスを夫とし、ゴルゴーン3姉妹やグライアイ3姉妹の母となった。一説にはエキドナやスキュラ、セイレーン、ラードーンの母ともいう。
このように、二人の子や孫はすべて怪物となった。